# Meczet Al-Aqmar
Meczet Al-Aqmar (arab.: الجامع الأقمر, latynizacja: al-jāmiʿ al-aqmar) - meczet ufundowany przez wezyra Fatymidów al-Ma'muna al-Bata'ihi w 1125 roku, będący jednym z najważniejszych zabytków średniowiecznego Kairu ze względu na oryginalną fasadę.  Znajduje się przy głównej alei ceremonialnej Kairu, obecnej ulicy al-Mu'izz, na północ od miejsca zajmowanego dawniej przez Wielki Pałac Fatymidów. W literaturze jest często nazywany także „księżycowym meczetem".

## Historia

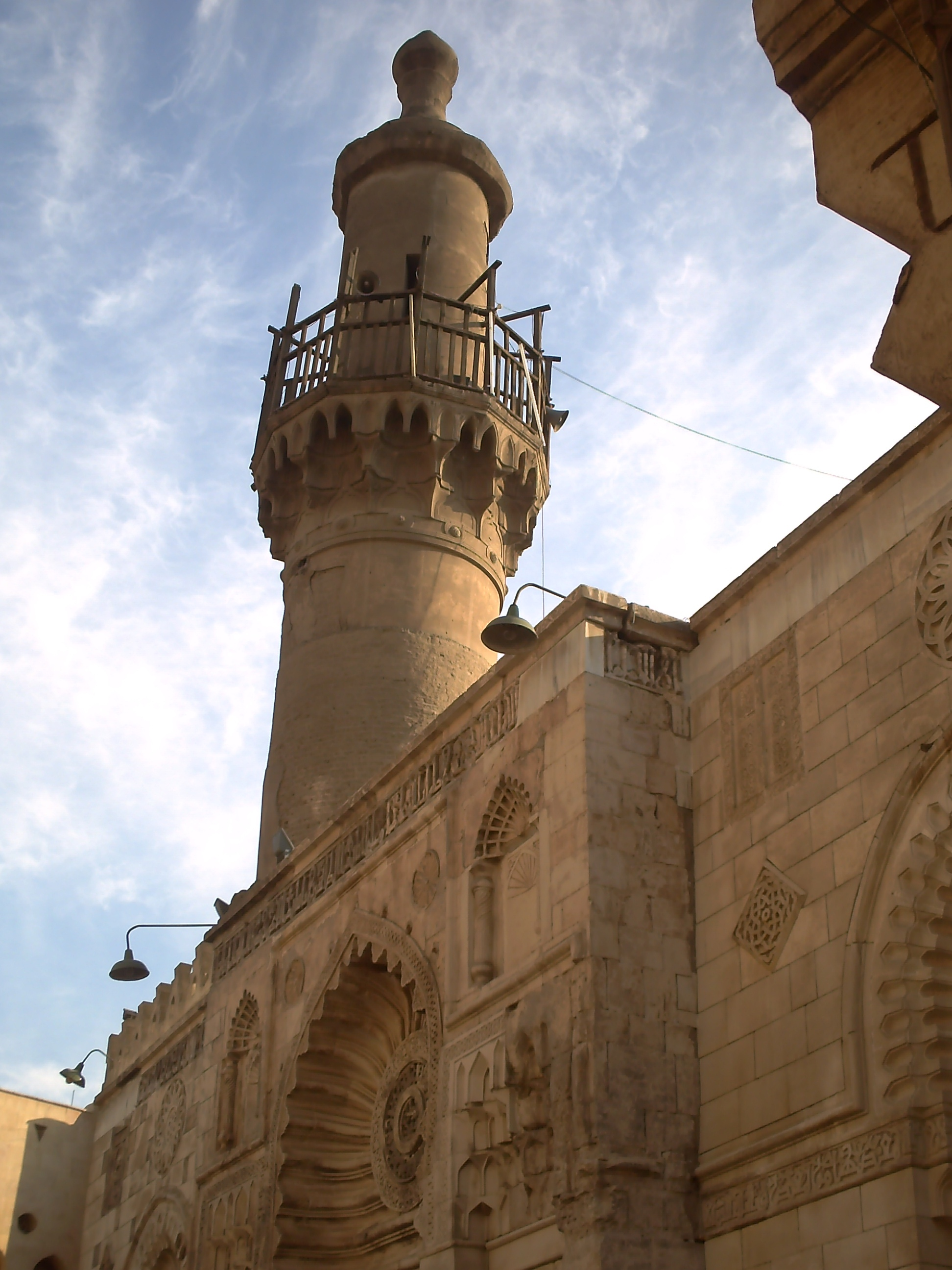
Minaret meczetu Al-Aqmar

Wezyr al-Ma'mun al-Bata'ihi ufundował ten niewielki meczet za panowania kalifa Al-Amira w latach 1121-1125 podczas wielkiego gospodarczego i duchowego kryzysu kalifatu Fatymidów. Meczet Al-Aqmar był trzecim meczetem piątkowym wzniesionym na terenie Kairu fatymidzkiego (po Al-Azhar i Al-Hakima) i pierwszym, który został wybudowany przy głównej alei miasta. Al-Aqmar prawdopodobnie pierwotnie nie posiadał minaretu po to, aby chronić prywatność kalifa przed gapiami, ze względu na usytuowanie meczetu w pobliżu północnego narożnika wschodniego Wielkiego Pałacu.  Po upadku Fatymidów w Egipcie meczet stopniowo popadał w ruinę aż do roku 1397, w którym Amir Yalbugha al-Salimi z dynastii Mameluków podjął się jego renowacji. Wymienił mihrab, minbar i midhę oraz dobudował minaret. Zachował się jedynie trzon minaretu z XIV wieku, tj. ceglana konstrukcja pokryta reliefem wykonanym w stiuku, zwieńczona kamienną dekoracją w formie mukarnasu i stalaktytowym gzymsem koronującym, natomiast balkon wraz z konstrukcją powyżej są późniejszej daty. Meczet został ponownie odrestaurowany w XIX wieku za panowania Muhammada 'Alego przez Amira Sulaymana Agha al-Silahdara, który zbudował wówczas również nowy meczet po drugiej stronie ulicy naprzeciwko Al-Aqmar. Al-Aqmar na przełomie wieków był narażany na zmiany w jego początkowym wyglądzie – najbardziej dotkliwą ingerencją było dobudowanie budynku mieszkalnego do fasady meczetu, w wyniku czego cała jej prawa strona została zniszczona. W XX wieku rozebrano przylegający budynek i przywrócono fasadę meczetu do pierwotnej formy w oparciu o wygląd jej lewej strony, która w źródłach miała być identyczna z prawą. 

## Architektura

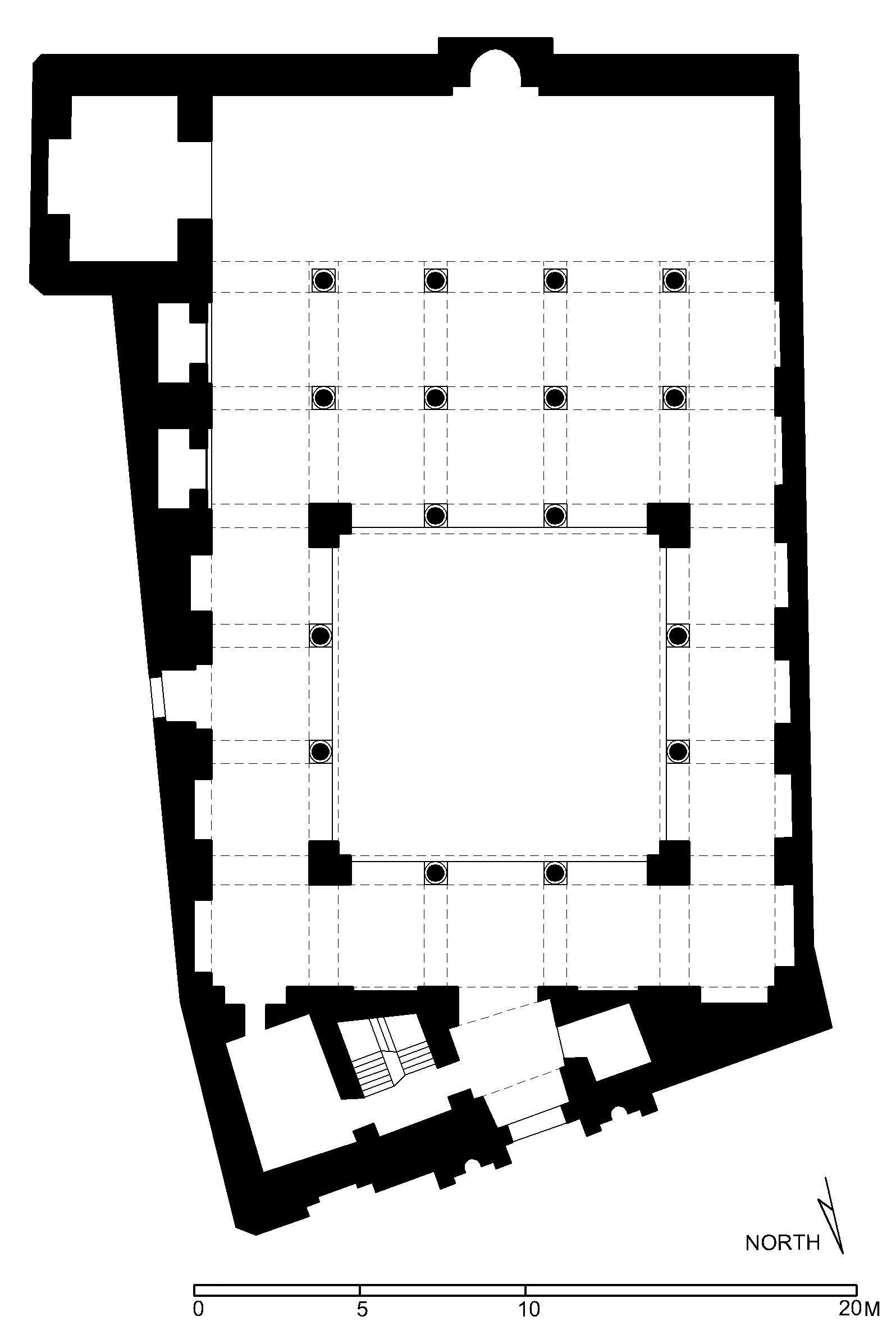
Plan meczetu Al-Aqmar

Meczet został założony na planie wydłużonego prostokąta z dostawionym od strony głównego wejścia przedsionkiem o trójkątnym rzucie, przez co jego fasada nie jest równoległa do kibli. O bryle budynku zdecydował przebieg ulic oraz inne istniejące założenia, gdyż Al-Aqmar znajduje się na głównej północno-południowej arterii Kairu, gdzie nieruchomości były drogie, dlatego budowniczowie musieli dostosować go do spójnego stałego porządku społeczności miejskiej. Fasada jest wyrównana z ulicą, natomiast wnętrze meczetu jest odpowiednio zorientowane w kierunku Mekki i ma regularny układ.

### Fasada

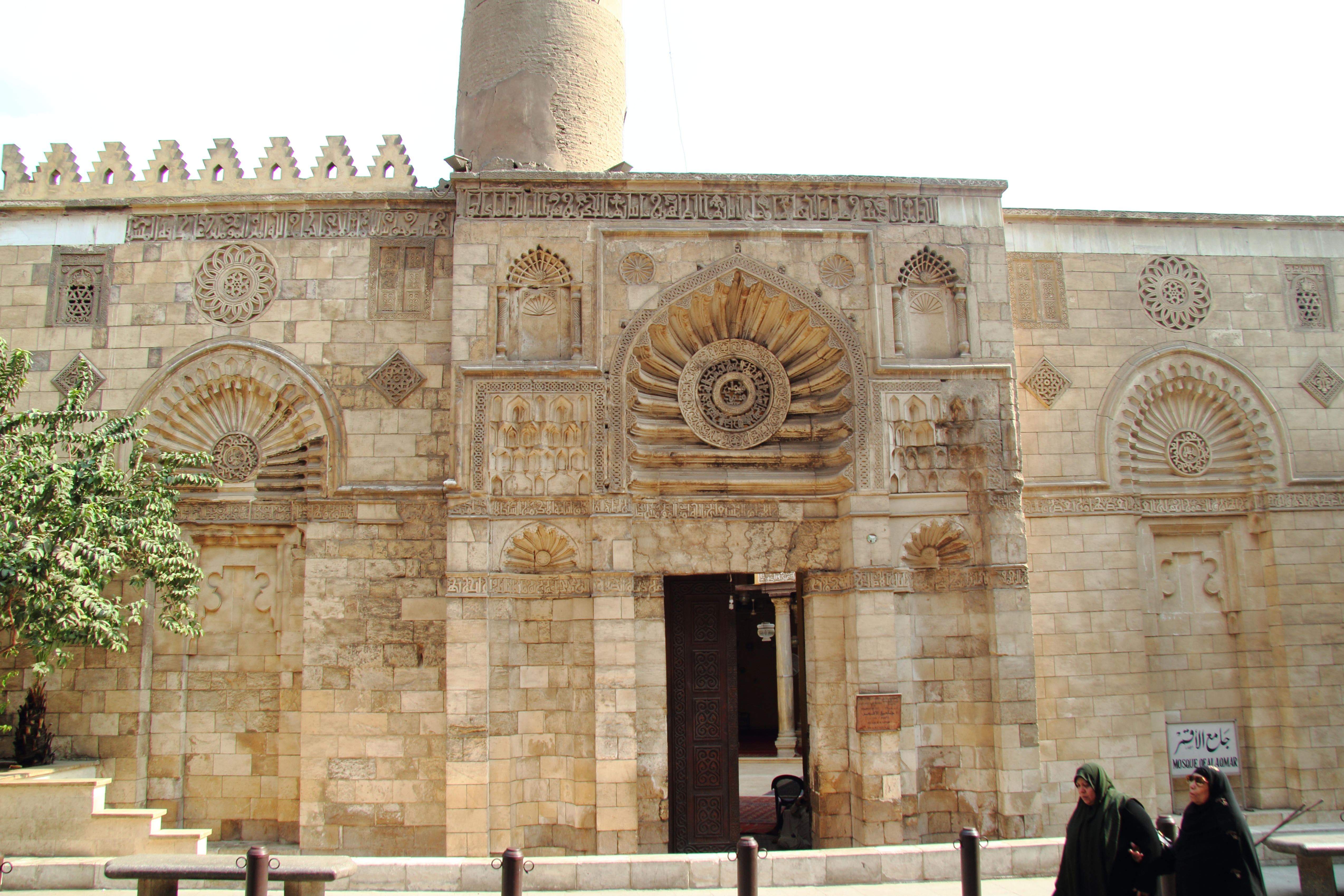
Fasada meczetu Al-Aqmar

Fasadę meczetu Al-Aqmar wyróżnia dostosowanie do układu ulic (w przeciwieństwie do wnętrza meczetu, które pozostaje zorientowane na Mekkę), oraz to, że jest to najwcześniejsza zachowana fasada z tak bogatą dekoracją w Kairze. 
Wejście do meczetu jest podkreślone centralnie usytuowanym ryzalitem, którego główną cechą kompozycyjną jest silnie wertykalny trójdzielny układ utworzony przez trzy nisze. Wyższa i głębsza nisza zamknięta stępkowym łukiem, która znajduje się w centrum portalu, ma żłobkowaną dekorację konchy z medalionem w centrum. Żłobki są głęboko wycięte, tworzą w dolnej części masywne poziome żebra, które stopniowo wznoszą się i promieniują wokół medalionu, przez co wizualnie przywodzą na myśl wschodzące słońce lub muszlę. Cała nisza jest wpisana w prostokątną opaskę zwieńczoną niewielkimi rozetami w narożach. Medalion charakteryzuje się delikatną kamieniarką i uchodzi za jeden z najbardziej wyrafinowanych i doskonale wyważonych motywów w sztuce Fatymidów. Składa się on z serii koncentrycznych pierścieni złożonych z naprzemiennych pasów kaligrafii i rollwerków, a w jego centrum znajduje się wielokrotnie powtórzone imię „Ali" zapisane pismem kufickim. Kolejny okrągły pas zawiera powtórzenie imienia „Muhammad", które jest otoczone szeroką bordiurą wypełnioną ornamentem roślinnym. Te inskrypcje mogą stanowić dowód na to, że dynastia Fatymidów wyznawała szyicką odmianę doktryny. Ta sama kombinacja medalionu i falistej konchy powtarza się w mniej efektownym stopniu w bocznych, półkoliście zamkniętych niszach ryzalitu. Kolejna innowacja widoczna jest na szczycie wysokich kwadratowych paneli po obu stronach wejścia, w których mukarnas pojawia się po raz pierwszy w architekturze tej części świata muzułmańskiego jako dekoracja na płaskiej powierzchni. Powyżej tych paneli portal jest opracowany płytkimi niszami z konchami w formie muszli, które kryją w swoim wnętrzu powtórzony motyw muszli, zamkniętymi łukiem wielolistnym opartym na kolumnach o bazach i kapitelach w formie wazonu. Wzdłuż fasady biegną dwa kufickie pasy inskrypcyjne: bezpośrednio pod gzymsem koronującym zapisany został historyczny tekst odnoszący się do kalifa al Mustansira, natomiast pas poniżej zawiera tekst koraniczny. 
Poza portalem, prawa i lewa strona fasady są opracowane analogicznie względem siebie. W centralnej części są umieszczone wysokie półkoliście zamknięte nisze, ukształtowane na podobieństwo portalowej, z tym że nie posiadają one już tak bogatej dekoracji, a w ich wnętrzach znajdują się płyciny zwieńczone ornamentem wstęgowym. Konchy nisz flankują panele w kształcie rombów, które są pokryte zarówno ornamentem geometrycznym, jak i roślinnym. Nad pionową osią nisz znajdują się sporych rozmiarów ażurowe rozety, które z dwu stron otaczają różnorodnie zdobione prostokątne panele z motywami łuków arkadowych, wazonów i plecionki. Budynek obiega schodkowy krenelaż.

### Wnętrze

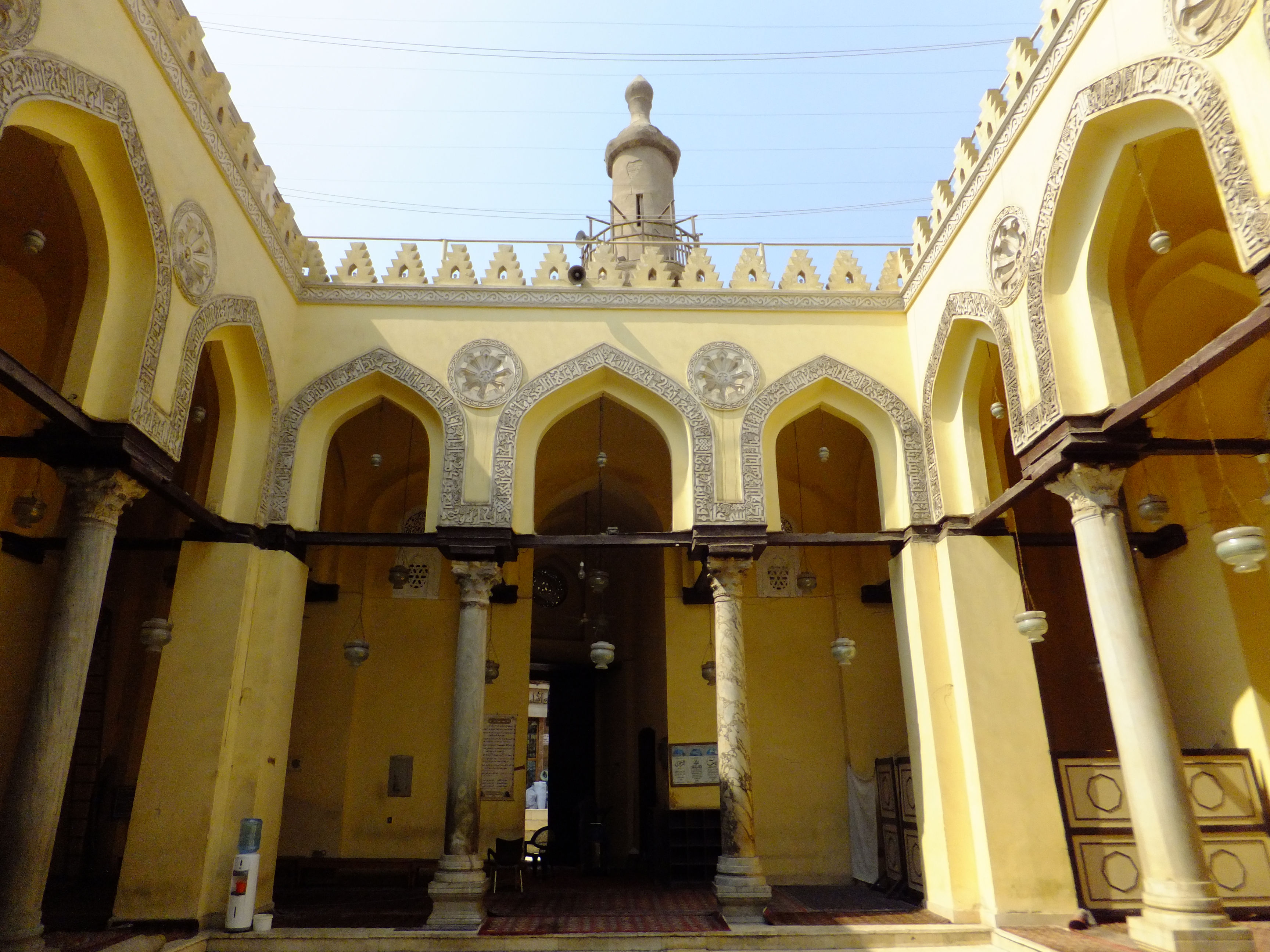
Wnętrze meczetu Al-Aqmar

Przedsionek jest nakryty kolebkowym sklepieniem, w jego centralnej części znajduje się wejście do meczetu, po prawej stronie mieści się mała przestrzeń, natomiast  po lewej pojedynczy pokój i klatka schodowa. Kwadratowy sahn jest otoczony z trzech stron przez jednonawowe riwaki o łukach w ośli grzbiet, a niewielka sala modlitewna ma trójnawowy układ. Szczególną cechą architektury wnętrza jest to, że przęsła riwaków i sali modlitewnej są nakryte płytką kopułą z cegły, z wyjątkiem nawy równoległej do ściany kibla, która jest szersza niż reszta i przykrywa ją drewniany strop. Zakłada się, że te ceglane kopuły stanowią część XIV-wiecznych renowacji Amira Yalbugha al-Salimi, ponieważ przypominają one kopuły w Meczecie Sułtana Barquqa o podobnym datowaniu (1400-11), a żadne kopuły tego typu z okresu Fatymidów nie są znane. Wnętrze meczetu nie zachowało wiele ze swojej pierwotnej formy, a jego obecny wygląd jest w dużej mierze wynikiem późniejszych konserwacji i przebudów.

#### Sklepy
Meczet al-Aqmar nie znajdował się na poziomie ulicy, tak jak obecnie, lecz znacznie wyżej niż jej ówczesny poziom. Pierwotnie meczet był usytuowany ponad rzędem lokali handlowych, ale podnoszący się poziom ulicy pogrzebał je. Sklepy w budynkach meczetów miały ważny cel funkcjonalny – dochody z ich czynszów stanowiły wakf, czyli rodzaj darowizny na rzecz instytucji religijnej, służący utrzymaniu tej instytucji i opłaceniu jej personelu. Zakładaniu instytucji religijnej zawsze towarzyszyło przekazanie ziemi lub struktur handlowych w mieście, takich jak: budynki mieszkalne, łaźnie publiczne, sklepy lub warsztaty, a sam fundator zapewniał sobie w ten sposób również nieopodatkowany dochód z pobieranych czynszów.